# Porzuna
Porzuna er en by og kommune i det sydlige centrale Spanien i provinsen Ciudad Real. Den har et indbyggertal på 3.516 (2024) indbyggere.